# Ненад Илић
Ненад Илић (Београд, 1957) је српски режисер, сценариста, књижевник, свештеник Српске православне цркве, старешина Цркве Светог Николаја у Амстердаму и доцент на Факултету савремених уметности.
Аутор је више телевизијских серијских и филмских сценарија, а његова најпознатија дела су документарни филмови о Николају Велимировићу и Јустину Поповићу.
Отац је српског јутјубера Богдана Илића, познатијег као Бака Прасе.

## Биографија

### Младост и образовање
Рођен је 1957. године у Београду и одрастао је на Хаџипоповцу. Потиче од српских зидара који су се у 19. веку доселили из западних делова Македоније. Деда са мајчине стране био је професор математике у Првој београдској гимназији. Илић је у младости био атеиста.
Најпре је уписао студије на Архитектонском факултету, да би потом прешао на студије режије на Факултету драмских уметности Универзитета уметности у Београду. Након дипломирања на Факултету драмских уметности 1981. године са дипломском представом Лажа и паралажа, уписао је постдипломске студије на Филолошком факултету Универзитета у Београду, али је одустао и није их завршио. Затим је уписао студије историје уметности на Филозофском факултету, да би убрзо и од тога одустао.
По дипломирању је једно време радио као асистент на Факултету драмских уметности у Београду и тада је упознао младу студенткињу глуме Ољу Бећковић, кћерку академика и књижевника Матије Бећковића. Ненад и Оља су се венчали и били кратко у грађанском браку, након чега су се споразумно развели. Илић је касније говорио да њени родитељи нису били срећни што се удаје тако млада, али да нису били против.
Са 34 године је уписао студије на Православном богословском факултету Универзитета у Београду. Током студија се упознао са будућом другом супругом глумицом Весном Лончаревић, која је по крштењу добила име Анастасија и касније завршила мастер студије теологије.

### Редитељска каријера
Бавио се позоришном режијом у Народном позоришту, Атељеу 212, Београдском драмском позоришту, Југословенском драмском позоришту и Позоришту на Теразијама. Као уредник је био ангажован у Дому омладине Београда.
Од 2017. године ради као доцент на Факултету савремених уметности и држи наставу из предмета Позоришна и радио режија, Арт дирекција и Видео продукција.

### Свештеничка служба
У чин ђакона је рукоположен 1996. године у Врању, док је још био апсолвент на Православном богословском факултету Универзитета у Београду. Водио је неколико радионица при Православном пастирском саветодавном центру у Београду и био дугогодишњи члан Одбора за верску наставу Архиепископије београдско-карловачке. Највише времена је провео при Цркви Светог Николе на београдском Новом гробљу.
За свештеника је рукоположен јануара 2019. године у Цркви Светог Саве у Паризу, од стране епископа диселдорфског и немачког Григорија и постављен за старешину Цркве Светог Николаја у Амстердаму.

## Приватни живот
Ненад Илић је кратко био у грађанском браку са глумицом и водитељком Ољом Бећковић, кћерком књижевника и академика Матије Бећковића и Вере Павладољске.
У браку са другом супругом глумицом Весном Лончаревић (крштено: Анастасија) има четворо деце: Павла, Јелисавету, Богдана и Наталију. Његов син Богдан је познати српски јутјубер, познат као Бака Прасе.

## Контроверзе
На мети критика, Илић се нашао 2017. године, због афирмативног текста о представи Јана Фабра Олимп, изведеној у склопу 51. Битефа, а која је 24 сата емитована на трећег каналу Радио телевизије Србије. Представа је у јавности оцењена као скаредна, услед нецензурисаног приказивања еротских сцена, мушких и женских полних органа актера. Илић се тада заложио да ова представа буде приказивана на Богословском факултету.
Илић је из Амстердама упутио писмо подршке опозиционом протесту Сви као један, који је организован од стране групе 1 од 5 милиона и Савеза за Србију. Писмо је прочитала његова супруга на скупу 13. априла 2019. године испред Дома Народне скупштине.

## Награде и признања
- 1980. Годишња награда Народног позоришта у Београду за ансамбл представе Диња пукла;
- 1988. Награда Ћуран за најбољу режију за представу Страх од верности, Фестивал комедије у Јагодини.

## Режија

### Телевизијски и филмски радови
| Год.  | Назив                        | Дело                | Ангажман             | Емитовано |
| ----- | ---------------------------- | ------------------- | -------------------- | --------- |
| 1992. | Вуков Видео Буквар           | играна серија       | консценариста        |           |
| 1994. | Манастири Босанске крајине   | документарна серија | сценариста и режисер | РТРС      |
| 1995. | Веронаука у кући             | ТВ серија           | сценарио и режија    | Студио Б  |
| 2002. | Саборник                     | ТВ емисија          |                      | РТС       |
| 2004. | Свети Николај Српски         | документарни филм   |                      |           |
| 2007. | Ава Јустин                   | документарни филм   |                      |           |
| 2008. | Дрином низводно              | путописна серија    |                      | РТРС      |
| 2008. | Сусрет под Острогом          | документарни филм   |                      |           |
| 2009. | Литургија                    | документарна серија |                      | РТС       |
| 2011. | Икона                        | документарна серија |                      | РТС       |
| 2013. | Константиново наслеђе        | документарна серија |                      | РТС       |
| 2017. | Косово - између неба и земље | документарна серија |                      |           |

### Радио драме
| Год.  | Назив                      | Дело                     | Емитовано  |
| ----- | -------------------------- | ------------------------ | ---------- |
| 1981. | Поплаве                    | документарна радио драма | РТ Београд |
| 1982. | Из Аушвица                 | радио драма              | РТ Београд |
| 1982. | Краљ времена               | радио драма              | РТ Београд |
| 1983. | Кључна ствар               | радио драма              | РТ Београд |
| 2012. | Први пут с оцем на јутрење | радио драма              | РТ Београд |

## Књижевна дела
- Тајанствено путовање, Плато, Београд 2001;
- Цариградски друм, Плато, Београд 2004;
- Нешто за успут: offline беседе, Catena Mundi, Београд (2019)  978-866-3-4311-26
- I-Sky, Лагуна, Београд (2022)  978-86-521-4245-3.